# Lisa Fattah
Lisa Fattah (1941–1992) foi uma artista alemã de ascendência sueca que viveu e trabalhou no Iraque.

## Vida e carreira
Fattah estudou na Accademia di Belle Arti di Roma graduando-se em 1963 e na Real Academia de Bellas Artes de San Fernando em Madrid. Enquanto estava em Roma conheceu o artista iraquiano Ismail Fattah, com quem se casou mais tarde.
Ela faleceu em Bagdade em 1992.

## Obra
O seu trabalho muitas vezes expressa a sua raiva pela violência sofrida pelo povo iraquiano.⁣ A sua pintura Agressão foi incluída na exposição Breaking the Veils: Women Artists from the Islamic World. Actualmente encontra-se na coleção da Galeria Nacional de Belas Artes da Jordânia.